# Gabrius astutoides
Gabrius astutoides är en skalbaggsart som först beskrevs av Embrik Strand 1946.  Gabrius astutoides ingår i släktet Gabrius, och familjen kortvingar. Arten är reproducerande i Sverige.